# 苏台德省
苏台德省(德語：Provinz Sudetenland)是于1918年10月29日由内莱塔尼亚帝国议会的前成员建立的一個省份。其起初从即将崩溃的奥匈帝国脱离时是作为一个独立国家出现的，但由于捷克斯洛伐克的成立，其寄希望于加入德意志奥地利共和国来阻止于捷克斯洛伐克的合并。
它由摩拉维亚、波希米亚和奥地利西里西亚的德语区组成，并宣称拥有东西里西亚（即切欣地区）的主权。后者政治上属于奥地利，但与波兰和捷克斯洛伐克共管。
其面积为6,534平方公里，如果加上其宣称的切欣地区则有8,816平方公里。
该省最初是由所谓的“德意志摩拉维亚”临时政府建立的，意在代表摩拉维亚的德裔居民。临时首府被宣布为特罗保。它模仿了波希米亚以赖兴伯格为首府的类似省级机构。
“苏台德”一词与此地的联系并不是很大，因为苏台德省只占据了传统意义上“苏台德地区”的一小部分。根据约翰·沃尔夫冈·勃鲁盖尔的说法，这只是一种“权宜之计”。相反，该省的省长罗伯特·弗莱斯勒提出的名字“Altvaterland”则更符合本地区的特点。
根据伍德罗·威尔逊强调民族自决权的十四点原则，这些省份与其他德语地区一样，旨在最终加入奥地利。然而，这最终并没有发生。 德意志波希米亚省和德意志摩拉维亚省（也就是苏台德省）都被划归新成立的捷克斯洛伐克共和国。捷克斯洛伐克军队于1919年初占领了该省，而1919年9月10日签署的圣日耳曼条约也确认了该省将划归捷克斯洛伐克。其宣称的东西里西亚地区在经历了波兰与捷克斯洛伐克的边境冲突之后被两国平分。
1919年，大约646,800名德国人居住在该省内，还有大约25,000名摩拉维亚人和捷克人。
1945年，就像波茨坦会议之前盟军的约定一样，大多数德国人被驱逐出他们的家园。

## 相关文献
- Adrian von Arburg (德语): Die Festlegung der Staatsgrenze zwischen der Tschechoslowakei und Deutschland nach dem Münchener Abkommen 1938. Grin Verlag, 2008, ISBN 978-3-638-016-48-3.
- Emil Franzel (德语): Sudetendeutsche Geschichte. Mannheim 1978, ISBN 3-8083-1141-X.